# Tagaste
Tagaste é antiga cidade da Numídia, no norte da África. Sobre as ruínas de Tagaste foi edificada a atual cidade de Souk Ahras, na Argélia. A cidade está localizada 100 km ao sudeste de Annaba, antiga Hipona. Seu nome tem origem púnica e significa Casa do Tesouro ou Casa do Arco.
Em Tagaste nasceram Santo Agostinho e Santa Mônica. Adeptos da doutrina agostiniana visitam a localidade e se recolhem próximo de uma oliveira secular, ao pé da qual o santo passava horas (do amanhecer ao entardecer) a meditar.
A oliveira está situada sobre uma colina que domina a cidade antiga, hoje desaparecida. Restam somente algumas estátuas talhadas em mármore ou em um calcário grosseiro, assim como algumas pedras com inscrições latinas.
Foi cidade episcopal de uma Diocese extinta. Atualmente é uma sé titular.

## Outros dados
Atualmente, filólogos e pesquisadores das Ilhas Canárias (Espanha) ligaram o Tagaste a Tegueste. Este último deriva de * tegăsət, que significa "úmido" e é de origem Guanche, que teve origem berbere.